# Aéroport international de Port-Gentil
Pour les articles homonymes, voir Pog.
L’aéroport international de Port-Gentil (officiellement aéroport Joseph Rendjambé Issani, anciennement aéroport Ali Bongo Ondimba) dessert Port-Gentil, capitale économique du Gabon et deuxième ville du pays par le nombre d'habitants après Libreville.

## Situation
| Franceville Koulamoutou Libreville Makokou Mouila Oyem Port-Gentil Tchibanga |

## Histoire
L’aéroport international de Port-Gentil a été la plate-forme de correspondance d'Air Inter Gabon de 1956 à 2001.
Il a été fermé à la circulation aérienne internationale et domestique[Quand ?], puis rouvert le 20 novembre 2016. 
Il est inauguré le 17 juin 2016 par le chef de l’État Ali Bongo Ondimba avec la mise en service de l’aérogare passagers et du parking payant. 
La réouverture a eu lieu quelques semaines avant la Coupe d’Afrique des nations 2017. La plateforme accueille les délégations de cette compétition.
Le nouvel aéroport de Port-Gentil, baptisé Ali Bongo Ondimba a coûté 73 milliards de FCFA, entièrement financés par les revenus du pétrole grâce à un partenariat avec Total Gabon qui a assuré la maitrise d'ouvrage pour le compte du gouvernement gabonais (construction d’une nouvelle aérogare passagers, construction d’un pavillon présidentiel, extension et réhabilitation des circulations et aires avions, mise en œuvre des infrastructures sécuritaires, réalisation des voiries et parkings du côté public). Le chantier avait démarré en août 2011.
La nouvelle aérogare passagers a dorénavant une surface au sol de 8 000 m2 environ et 3 000 m2 en mezzanine. L'aérogare comporte douze banques d'enregistrement et trois filtres départ « passeport-sûreté », deux salles d’embarquement, 800 m2 pour la livraison bagages et un restaurant accessible depuis l’extérieur. L'aérogare bénéficie d'un concept moderne (stylé, fluidifié et optimisé).
La piste a été allongée de 1 900 mètres à 2 700 mètres (sur 45 mètres de large).
C'est l'un des trois aéroports internationaux gabonais avec Libreville (aéroport international Léon M’Ba) et Franceville (aéroport international El Adj Omar Bongo Ondimba). 
Un million de passagers est attendu chaque année. Les liaisons vers Libreville facilitent les transferts des experts pétroliers travaillant à la raffinerie SOGARA de Port-Gentil. Grâce à l’allongement de la piste d’atterrissage, l'aéroport peut maintenant recevoir des avions long courrier. Il permettra également aux pétroliers de faire des vols directs Europe – Port-Gentil sans passer par Libreville.
Air France devait ouvrir une ligne directe vers Paris mais vu le contexte économique pétrolier, le projet a été suspendu.
Le 18 mars 2025, un an et demi après la destitution du président Ali Bongo, son successeur Brice Oligui Nguéma rebaptise l'aéroport international jusqu'alors appelé aéroport Ali Bongo Ondimba. Il prend le nom de Joseph Rendjambé Issani, un opposant au régime d'Omar Bongo originaire de l'Ogooué-Maritime, mort mystérieusement en 1990.

## Compagnies et destinations

### Vols passagers
| Compagnies                    | Destinations                        |
| ----------------------------- | ----------------------------------- |
| Afrijet                       | Libreville-Léon Mba                 |
| Equaflight                    | Pointe-Noire A. Neto                |
| Nationale Régionale Transport | Libreville-Léon Mba, Oyem           |
| Tropical Air Gabon            | Charter : Libreville-Léon Mba, Onal |

Actualisé le 16/10/2023

### Espace cargo
| Compagnies | Destinations                            |
| ---------- | --------------------------------------- |
| Safe air   | Libreville-Léon Mba Nairobi-J. Kenyatta |